# Radomierz (województwo wielkopolskie)
Radomierz – wieś w Polsce położona w województwie wielkopolskim, w powiecie wolsztyńskim, w gminie Przemęt.

## Historia
Miejscowość pierwotnie związana była z Wielkopolską. Ma metrykę średniowieczną i istnieje co najmniej od pierwszej połowy XV wieku. Wymieniona w dokumencie zapisanym po łacinie z 1210 pod nazwą Radomir, 1370 Radomirz, 1395 Radomirz, 1408 Magna Radomirz, 1425 Radomirzs, 1432 Radomyrz, 1510 Radomyrze, 1530 Radomirs, 1566 Radomierz.
Początkowo miejscowość była początkowo wsią książęcą, później królewszczyzną należącą do królów polskich, a ostatecznie w wyniku nadania stała się wsią duchowną, własnością cystersów wieleńskich, a później Opactwa cystersów w Przemęcie. W 1530 leżała w powiecie kościańskim Korony Królestwa Polskiego. W 1510 należała do parafii Świętopietrze (obecnie Przedmieście koło Przemętu).
Pierwsza wzmianka o wsi pochodzi z 1210 kiedy książę wielkopolski oraz kaliski Władysław Odonic nadał klasztorowi cystersów w Pforcie w Turyngii m.in. wieś Radomierz w celu założenia nowego klasztoru w kasztelanii przemęckiej. Fundacja ta ostatecznie nie została zrealizowana. W 1370 król polski Kazimierz III Wielki zatwierdził dobra klasztoru cystersów w Wieleniu, a w tym m.in. Radomierz. W 1395 król polski Władysław II Jagiełło przejął dług 600 grzywien, jaki kasztelan poznański Domarat z Pierzchna winien był Andrzejowi, Przybysławowi, Maćkowi, Janowi i Wyszakowi braciom Gryżyńskim, i dał im w zastaw dobra przemęckie wraz z wsiami Błotnica, Radomierz, Sączkowo i Zaborowo, które wcześniej posiadał Bartosz Wezenborg.
W 1408 król Władysław Jagiełło zezwolił cystersom wieleńskim wykupić wspomniane dobra, a w tym Radomierz od braci Gryżyńskich nadając je w 1409 klasztorowi na własność. W 1410 nadanie to zatwierdził papież Jan XXIII. W 1425 zapowiedziane zostały przed sądem ziemskim dobra opata wieleńskiego, a w tym m.in. Radomierz. W 1606 opat przemęcki Krzysztof Sasin Karśnicki dał konwentowi wsie Radomierz i Górsko, które zanim jeszcze złożył śluby zakonne, wykupił za wielkie pieniądze od posiadających je od dawna w zastawie Niemców.
Historyczne dokumenty odnotowały także mieszkańców wsi. W 1411 jako świadek sądowy odnotowany został Korzehannes (pol. Krótki Jan) mieszkaniec z Radomierza. W 1432 wspomniany został Pełka sołtys radomierski. W 1563 król polski Zygmunt II August zatwierdził przywilej sołectwa radomierskiego.
Wieś odnotowały także historyczne rejestry podatkowe. W 1510 w Radomierzu odnotowano 6 i 3/4 łanów oraz sołectwo. W 1530 pobrano podatki od 4 łanów. W 1563 miał miejsce pobór od 4,5 łana. W 1566 pobór od 3 łanów kmiecych, jednego łana sołeckiego, karczmy dorocznej oraz zagrodnika pracującego do klasztoru, 2 zagrodników sołtysa i komornika. W 1580 pobrano podatki od 3 łanów, od komornika 8 groszy, od dwóch komorników po 2 grosze, od 2 pługów najemnego robotnika zwanego ratajem oraz od owczarza, który wypasał 40 owiec.
Pod koniec XVI wieku wieś duchowna, własność opactwa cystersów w Przemęcie, leżała w powiecie kościańskim województwa poznańskiego w Rzeczypospolitej Obojga Narodów.

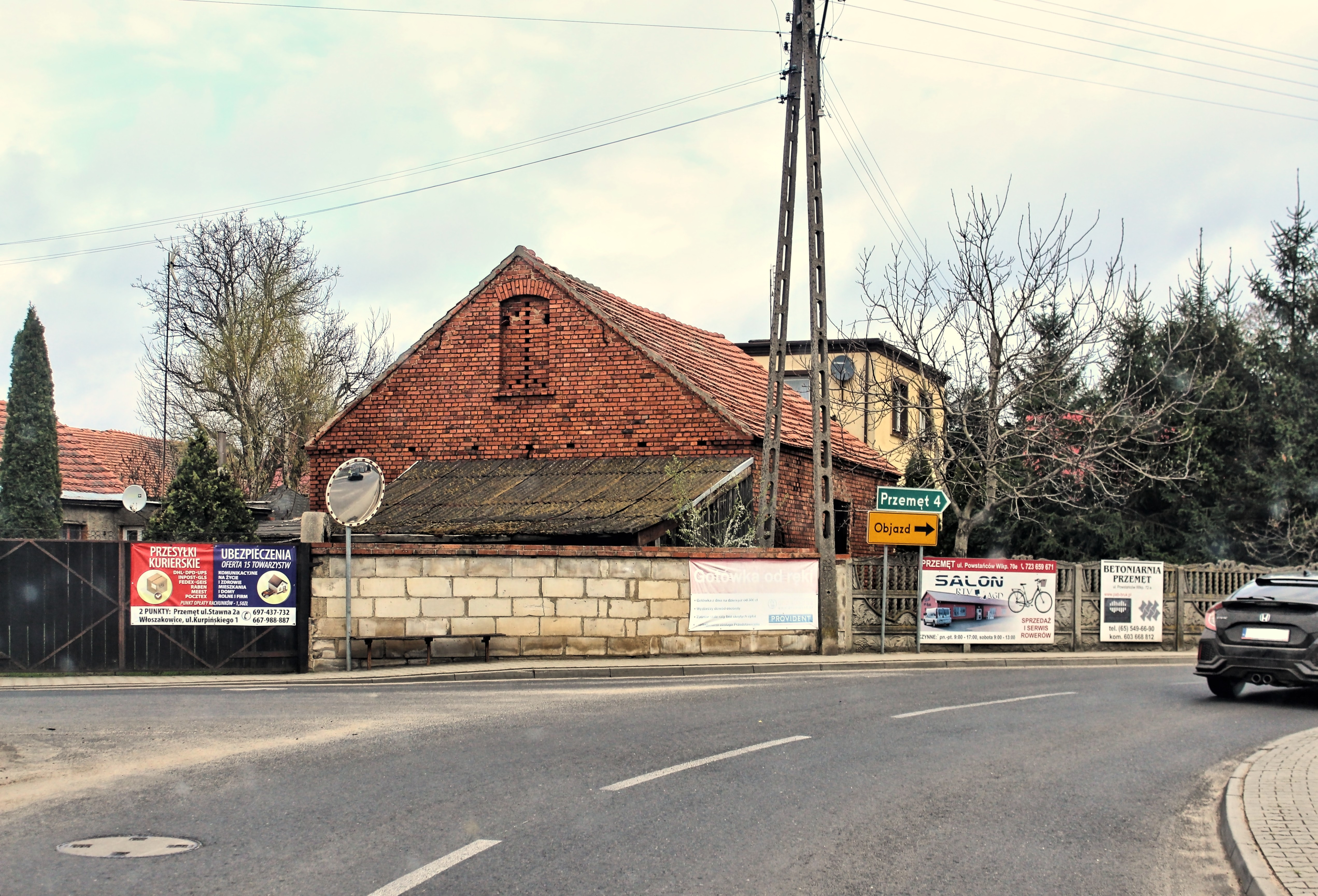

W wyniku II rozbioru Rzeczypospolitej w 1793, miejscowość przeszła w posiadanie Prus i jak cała Wielkopolska znalazła się w zaborze pruskim. W okresie Wielkiego Księstwa Poznańskiego (1815-1848) miejscowość wzmiankowana jako Radomierz należała do wsi większych w ówczesnym powiecie babimojskim rejencji poznańskiej. Radomierz należał do kaszczorskiego okręgu policyjnego tego powiatu i stanowił część majątku Kaszczor, który należał wówczas do rządu Królestwa Prus w Berlinie. Według spisu urzędowego z 1837 roku Radomierz liczył 268 mieszkańców, którzy zamieszkiwali 38 dymów (domostw).
W latach 1975–1998 miejscowość położona była w województwie leszczyńskim.
Zobacz też: Radomierz, Radomierzyce

## Urodzeni w Radomierzu
- Czesław Lewandowski – polski przedsiębiorca i samorządowiec, radny miasta Inowrocławia[6].